# María Ezcurra
María Ezcurra (Buenos Aires, Argentina, 1973) es una artista visual destacada por su trabajo sobre las identidades de género. Sus obras se han caracterizado por la utilización de vestidos para reflexionar sobre el cuerpo, los espacios que ocupa y los roles que desempeña desde una perspectiva feminista. Su obra se relaciona con artistas como Louise Bourgeois, Annette Messager, Birgit Jürgenssen y Lygia Clark. Vive y trabaja entre la Ciudad de México y Montreal.

## Biografía
Llegó a México a muy corta edad en el año de 1978. Realizó sus estudios de licenciatura en Artes Visuales en la Escuela Nacional de Artes Plásticas de la Universidad Autónoma de México (ENAP- UNAM), en donde tuvo a artistas como Helen Escobedo,  Rosario García Crespo, Diego Toledo y José Miguel González Casanova entre sus profesores. En 1994 fue una de las artistas fundadoras del espacio alternativo La Panadería. Posteriormente, realizó una maestría en Artes Visuales en la Chelsea School of Art and Design en Londres. En el año de 1997, Ezcurra tuvo su primera exposición individual en el Foro Cultural Contreras, en la Ciudad de México. En 1999 recibió la beca Fullbright-García Robles, que le permitió un MFA en Artes Visuales y Nuevos Medios en el San Francisco Art Institute. Desde entonces la artista ha participado en más de 60 exposiciones colectivas y 14 individuales en países como Estados Unidos, Inglaterra, Holanda, Grecia, Puerto Rico, Venezuela, Australia, Canadá y México. Asimismo ha realizado acciones en el espacio urbano en la Ciudad de México, Montreal, Caracas, Londres y San Francisco.  También se ha desempeñado como docente en el campo de las artes en distintas instituciones tales como La Esmeralda, UACM, UAEMor, Universidad de Concordia, Montreal, entre otras. Ha sido becaria del FONCA en varias ocasiones a través de los programas de Estudios en el extranjero, Jóvenes creadores, Fomento a proyectos, y fungió como tutora en 2014 y 2015. Es miembro del Sistema Nacional de Creadores.
Desde 2015 trabaja como artista en residencia en el Departamento de Educación de la Universidad McGill. Aspira al título de Doctora en Educación Artística por parte de la Universidad de Concordia en Montreal, Canadá. 

## Obra
A lo largo de su trayectoria, María Ezcurra ha desarrollado un cuerpo de obra extenso, en donde ha explorado diferentes medios y soportes, para crear objetos, esculturas, instalaciones, así como realizado acciones e intervenciones en el espacio público.  El trabajo de Ezcurra se ha centrado en las tensiones entre lo privado y lo público, entre lo doméstico y lo urbano utilizando textiles como soporte, especialmente ropa, y apelando, con frecuencia, al sentido del humor y la ironía. Algunos de sus trabajos más representativos son: 

### Instalaciones

#### Body of Work, 2001.

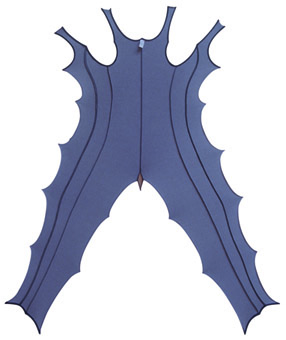
María Ezcurra, "Leotardo gris", serie Body of Work, 2001.

Esta serie consta de varias prendas que han sido desensambladas y estiradas, como si tratara de las pieles de animales colgadas en la pared como trofeos de caza. En palabras de Luz Sepúlveda: “El cuerpo ya no está en carne, pero un halo de existencia se respira en el cascarón abandonado”

#### Invisible, 2008.
Instalación de dimensiones variables creada a partir de por lo menos 85 pares de pantimedias, cortadas y cosidas unas con otras para conformar una especie de maya que se estira de muro a muro, creando una estructura espacial transparente, que sugiere seducción e intimidad de la piel que suelen cubrir pero que al estar lejos de esos cuerpos, interviniendo un espacio, se transforman en una abrumadora ausencia.

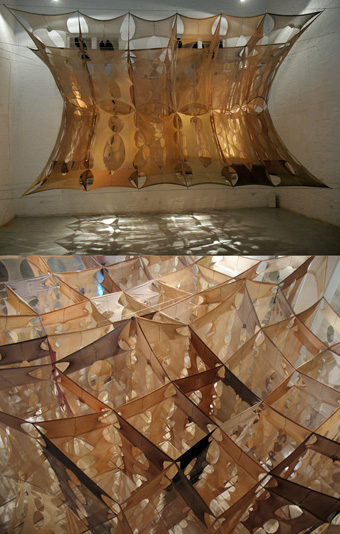
María Ezcurra, "Invisible", 2008.

“María Ezcurra apunta hacia lo político a través de las problemáticas de género al referirse a grupos de mujeres cuya invisibilización las vulnera, cuerpos vueltos objeto, transparencias fácilmente penetrables por actitudes colectivas y políticas públicas cuyas heridas sociales son definitivas. Ni una más es la clara referencia a la indiferencia tanto institucional como social que se vive en nuestro país hacia las mujeres asesinadas no solamente en Ciudad Juárez, también en el Estado de México y en otras zonas del país, recordándonos que no hay tal cosa como cuerpos ausentes, sino que su condición de pasado sirve para enfatizar su presencia”

### Performance

#### Guardarropa del ama de casa perfecta, 2004.
Esta serie de performance fotográfico está compuesta por cinco escenas cotidianas:  “Cornisa”, “Burral”, “Guardapolvo”, “Manditel” y “Colacha”, en donde aparece la artista desempeñando distintas labores domésticas: planchar, alimentar, proteger, velar... La particularidad de estas imágenes es que las prendas usadas por la artista al llevar a cabo dichas tareas se expanden y se mezclan con el mobiliario doméstico, integrándose al mismo y relegando al cuerpo de la mujer a la condición de objeto. El vestido actúa como una extensión del cuerpo que, a su vez, constituye una extensión de la propia casa que habita.

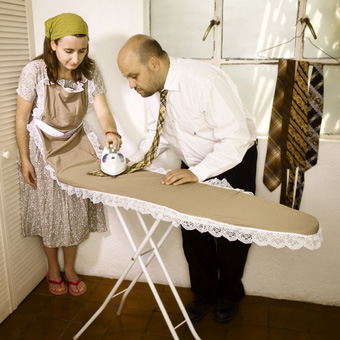
María Ezcurra. "Burral", serie Guardarropa del ama casa perfecta.

#### Mesera, 2010.
Esta acción fue realizada por la artista con motivo de la inauguración de una exposición en  el Museo Universitario del Chopo, en la Ciudad de México y, posteriormente, en la inauguración de la muestra “Domestic Affairs” en el Espacio México del Consulado de México en Quebec, Canadá. La artista se coloca en el centro de la sala de un museo en donde se está llevando a cabo la inauguración de una exposición. Lleva un vestido rosa de falda muy amplia. La parte superior del vestido está confeccionada a la manera de una filipina de chef y la falda lleva debajo una estructura que, como si se tratara de un miriñaque decimonónico, le confiere la morfología de una mesa que nace en torno a su cintura. La falda-mesa  interpone cierta distancia entre el cuerpo de la artista y los demás asistentes al evento. Sobre la falda-mueble se colocan copas de vino y botanas que los invitados consumen animados durante el coctel. Posteriormente, cuando terminan, depositan sus copas vacías sobre el cuerpo-vestido de mesa de la artista. “Al encarnar la función utilitaria de la mesa, Ezcurra exacerba la construcción estereotípica de lo femenino como confinado al espacio doméstico”.

### Intervenciones en espacio público

#### Made in China, 2014.

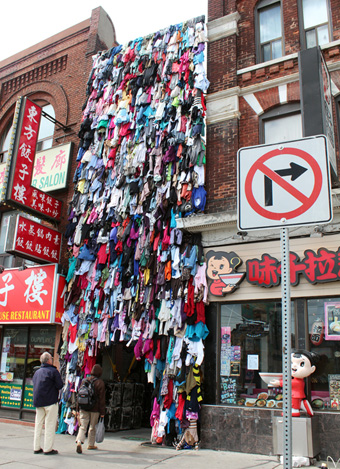
María Ezcurra, "Made in China", 2014. (Toronto, Canadá)

Es una instalación colaborativa que se compone por ropa que tiene la etiqueta “Made in China”, donada por la comunidad del Chinatown de la ciudad de Toronto. Las prendas fueron montadas a manera de fachada en el espacio entre dos edificios en dicho barrio, generando un vínculo que simboliza la conexión económica, física y simbólica entre los individuos y sus culturas. Este trabajo fue también llevado a cabo en junio de 2013 en la Nuit Blanche en Londres.

## Colecciones
- Hirshhorn Museum and Sculpture Garden, Smithsonian, Washington D. C., USA.
- Escala (Essex Collection of Art from Latin America), Colchester , UK.
- Museo de Arte Moderno, México DF, México.
- MUAC, UNAM, México DF, México.
- Kunsthaus Santa Fe, Espacio de Arte contemporáneo, San Miguel de Allende, Guanajuato, México.